# La Pléiade

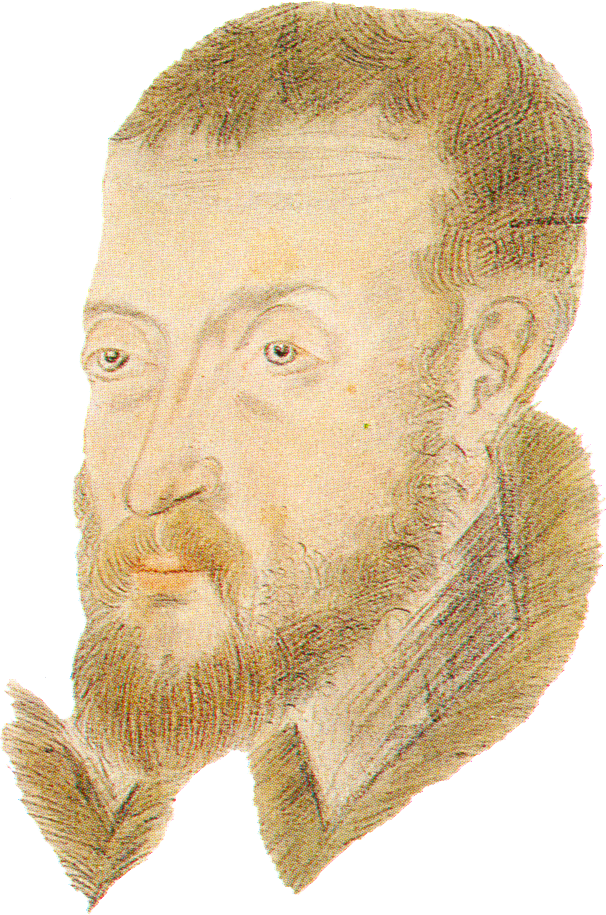
Imagem de um retrato de Joachim du Bellay, poeta francês do século XVI.
Relevância para La Plêiade:
Du Bellay foi um dos sete membros fundadores do grupo La Pléiade.
Este retrato, pintado por Jean Cousin, o Jovem, é uma das representações mais conhecidas do poeta.
A imagem captura a juventude e a intelectualidade de Du Bellay, características que marcaram sua obra.

O primeiro movimento "organizado" da poesia francesa surgiu no século XVI e ficou conhecido como Plêiade: um grupo que, como as sete estrelas da constelação homônima, era composto pelos poetas Pierre de Ronsard, Joachim Du Bellay, Jean-Antoine de Baïf, Rémy Belleau, Étienne Jodelle, Pontus de Tyard e Jean Dorat.
Eles foram responsáveis, simultaneamente, por uma sofisticação poética que tinha os antigos como modelo e pela modernização da língua. A aparente contradição se explica: para a Renascença francesa, a Antiguidade representava a novidade suprema, e os poetas da Plêiade contrapunham as formas clássicas (odes, elegias, éclogas) tanto à pobreza vocabular da poesia cortesã quanto ao pedantismo professoral daqueles que "desprezam e rejeitam com um franzir de cenho mais do que estoico tudo o que está escrito em francês, preferindo o latim". O manifesto desses poetas é a célebre Defesa e ilustração da língua francesa (1549), de Du Bellay, mas foi a obra de Ronsard que teve maior impacto, substituindo o verso decassílabo de origem italiana pelo alexandrino, até hoje preponderante na poesia francesa.

## Plêiade
A Pléiade foi um grupo de sete poetas franceses do século XVI que se propôs a renovar a poesia francesa. Inspirados pelos poetas da Grécia e Roma antigos, os membros da Pléiade buscaram criar uma poesia mais rica e complexa, tanto em termos de forma quanto de conteúdo.
Contexto histórico:
A Pléiade surgiu no contexto do Renascimento francês, um período de grande interesse pela cultura e pelos valores da Antiguidade clássica. Os poetas da Pléiade acreditavam que a língua francesa era capaz de alcançar a mesma beleza e sofisticação das línguas clássicas, como o latim e o grego.
Membros:
Os sete membros da Pléiade eram:
- Pierre de Ronsard (1524-1585)
- Joaquim du Bellay (1522-1560)
- Jean-Antoine de Baïf (1532-1589)
- Rémy Belleau (1528-1577)
- Étienne Jodelle (1532-1573)
- Ponto de Tyard (1521-1605)
- Jean Dorat (1508-1588)

Princípios:
Os principais princípios da Pléiade eram:
- Imitação dos poetas da Antiguidade clássica: Os membros da Pléiade buscaram inspiração nos poetas gregos e romanos, tanto em termos de estilo quanto de conteúdo.
- Enriquecimento da língua francesa: Os poetas da Pléiade se esforçaram para ampliar o vocabulário da língua francesa e para criar novas formas poéticas.
- Defesa da língua francesa: Os membros da Pléiade defendem a língua francesa como uma língua capaz de alcançar a mesma beleza e sofisticação das línguas clássicas.

Obras:
Os membros da Pléiade produziram uma vasta obra poética, que inclui:
- Odes
- Elegias
- Éclogas
- Sonetos
- Hinos

Influência:

A Pléiade teve uma grande influência na poesia francesa, tanto no século XVI quanto nos séculos posteriores. Os poetas da Pléiade ajudaram a modernizar a língua francesa e a tornar a mais rica e expressiva.